# 永寧縣 (雲南郡)
永寧縣，西晉晉武帝咸寧五年置，屬雲南郡，後屬河陽郡，在今鶴慶或麗江，或云在今雲南省寧蒗縣。